# Środek pianotwórczy
Środek pianotwórczy – środek gaśniczy; wodno-alkoholowy syntetyczny roztwór związków powierzchniowo czynnych, substancji hydrotropowych, inhibitorów korozji i stabilizatora piany. Jednorodna, pozbawiona osadów ciecz o charakterystycznym zapachu przeznaczona do wytwarzania piany gaśniczej ciężkiej i średniej, rzadziej lekkiej przy zastosowaniu wody wodociągowej, morskiej i/lub śródlądowej nie zasolonej. Środki te mogą być bezbarwne lub o różnych barwach: słomkowa do żółtej, jasnożółta do jasnobrązowej lub niebieska do zielonej. Środki proteinowe są nieprzeźroczyste, barwy brązowej do niemal czarnej. Środki pianotwórcze mogą być również użyte jako środek zwilżający w stężeniach ok. 0,5-1,0%.

## Skład chemiczny
Środki pianotwórcze wszystkich stosowanych obecnie typów zawierają następujące składniki:

1. Substancje pianotwórcze:
- substancje powierzchniowo–czynne pochodzenia naturalnego (białkowe) – w środkach pianotwórczych typu P, FP, FFFP i proteinowych typu AR,
- detergenty syntetyczne – w środkach pianotwórczych typu S, A i syntetycznych typu AR,
- detergenty syntetyczne fluorowane i perfluorowane – w środkach pianotwórczych typu AFFF, FFFP, FP i typu AR tworzących film wodny.

2. Rozpuszczalniki organiczne:
- alkohole – etylowy, propylowy, izopropylowy, butylowy, izobutylowy
- glikoetery – butylokarbitol, butylocellosolv
- stabilizatory piany
- wyższe alkohole (C10 ÷ C14)
- amoniakalne kompleksy soli kwasów tłuszczowych

3. Dodatki ułatwiające wzajemną rozpuszczalność składników:
- mocznik
- toluenosulfonian sodu, ksylenosulfonian sodu

4. Dodatki obniżające temperaturę krzepnięcia:
- glikole: etylenowy, propylenowy, heksylenowy

5. Inhibitory korozji.

## Środki gaśnicze tworzące film wodny
Przeźroczysta ciecz, barwy od bursztynowej do ciemnobrązowej. Dzielimy je na:

### Środki gaśnicze typu FFFP
Są to koncentraty fluoroproteinowego środka pianotwórczego tworzącego film wodny (FFFP). W przypadku tych środków gaśniczych dopuszcza się dozowanie tychże z wodą słodką lub morską. Charakteryzują się one wysoką odpornością na nawrót palenia.
Środki gaśnicze typu FFFP zawierają zhydrolizowane białka (proteiny) i środki zabezpieczające zmieszane razem z surfaktantami fluorowymi, w celu  osiągnięcia maksymalnego współdziałania składników. Mieszanka fluorochemikaliów znacząco obniża napięcie powierzchniowe wody, jak również napięcie międzyfazowe pomiędzy wodą a olejem, w celu zapewnienia stabilnego filmu na powierzchni paliwa. W rezultacie zapewnia szybsze tempo gaszenia pożaru, w porównaniu ze środkami pianotwórczymi na bazie syntetycznej. Obecność protein w roztworze wpływa na wytworzenie grubej warstwy piany gaśniczej, która posiada wyjątkową odporność przed nawrotem palenia.

### Środki gaśnicze typu AFFF
Są to środki tworzące film wodny. Składają się z surfaktantów fluorowęglowych i węglowodorowych, zmieszanych z różnymi rozpuszczalnikami, środkami zabezpieczającymi i stabilizatorami.

### Zastosowanie
Środki gaśnicze tworzące film wodny są przeznaczone do gaszenia pożarów paliw węglowodorowych (grupy B), takich jak olej, ropa naftowa czy paliwa lotnicze. Niektóre z tego typu środków znajdują także zastosowanie w gaszeniu cieczy polarnych.
Tego typu środki mogą być podawane bezpośrednio na powierzchnię pożaru, ale istnieje także możliwość wprowadzenia ich podpowierzchniowo. Większość tego typu środków jest kompatybilna ze wszystkimi proszkami gaśniczymi i może być używany w dwuzakresowych systemach gaśniczych piana/proszek.

### Działanie
Piana wytwarzana ze środków typu FFFP lub AFFF tworzy film wodny, który w krótkim czasie odcina dopływ tlenu, zduszając poprzez to płomienie. Pęcherzyki, z których spływa film wodny, tworzą stabilną warstwę piany, która tłumi uwalnianie się palnych par, chłodząc jednocześnie powierzchnię paliwa gasząc pożar i zabezpieczając przed powtórnym zapaleniem. Niskie napięcie powierzchniowe roztworu wody i koncentratu środka pianotwórczego umożliwia filmowi wodnemu, choć cięższemu niż płonąca ciecz, na swobodne rozpływanie się po jej powierzchni.